# Retabel van het Sacrament van Niervaert

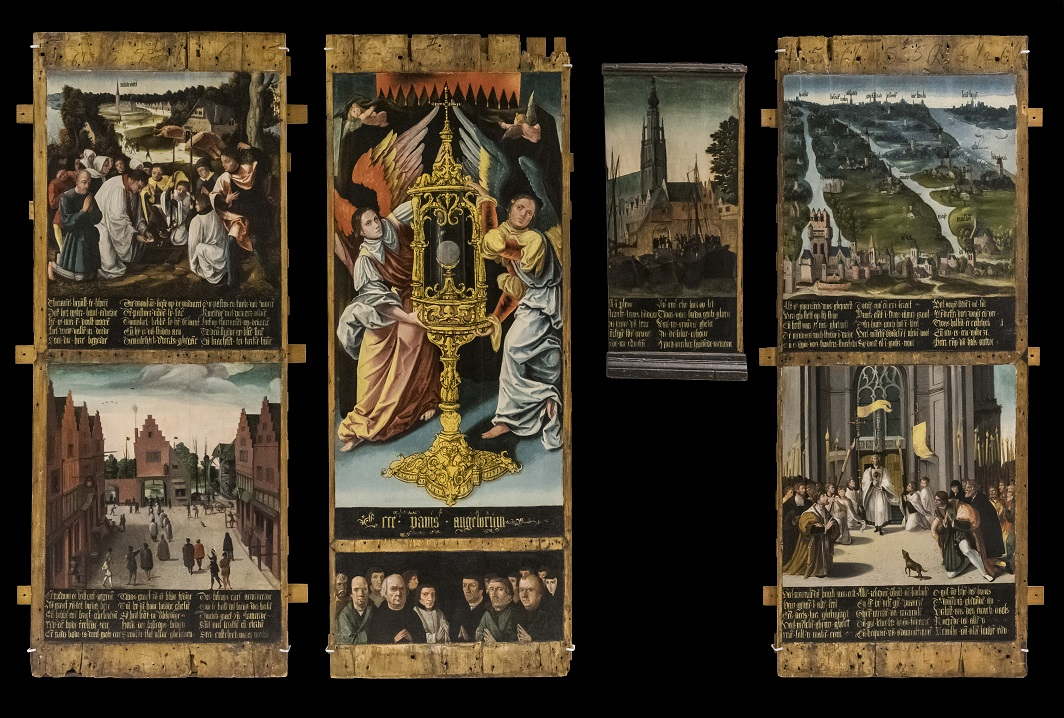
Retabel van het Sacrament van Niervaert, vervaardigd omstreeks 1535 voor de kapel in de Grote-of-Onze-Lieve-Vrouwekerk te Breda.

Het retabel van het Sacrament van Niervaert is een altaarschilderij uit het tweede kwart van de zestiende eeuw en is onderdeel van de collectie die beheerd wordt door het Stedelijk Museum in de Nederlandse stad Breda. De opdracht voor vervaardiging van het retabel ging uit van het in 1463 opgerichte Gilde van het heilig Sacrament van Niervaert. Het werk zou geplaatst worden op het altaar in de toen nieuwe Sacramentskapel van de Grote-of-Onze-Lieve-Vrouwekerk te Breda. De bezoeker kon aan de hand van de voorstellingen kennis nemen van de geschiedenis van het Sacrament van Niervaert. Bij de Beeldenstorm van augustus 1566 zijn de tien panelen van het retabel ondergebracht bij verschillende Bredanaars. Zes-en-een-halve panelen zijn later in een reconstructie van het oorspronkelijke werk samengevoegd. Naar de ontbrekende drie-en-en-halve panelen wordt nog altijd gezocht.

## Lotgevallen van het retabel
Toen de Beeldenstorm in augustus 1566 vanuit het zuiden Breda bereikte, werd het retabel uit de kerk verwijderd, in tien stukken verdeeld en ondergebracht bij verschillende Bredanaars. Het stadsbestuur riep echter op om de bewaard gebleven fragmenten op het stadhuis te bezorgen. Enkele van deze fragmenten zijn met zekerheid in 1625 in het stadhuis aanwezig geweest. Ze zijn daar op 1 juni van dat jaar bezichtigd door de infante Isabella van Spanje bij haar bezoek aan Breda. Vanuit het stadhuis werd het nu incomplete altaarstuk in de loop van de zeventiende eeuw overgebracht naar de Barbara-schuilkerk in de Tolbrugstraat, waarvan bekend is dat deze in 1652 werd ingericht. Hier bleef het totdat de Barbarakerk aan de Prinsenkade in 1869 in gebruik kon worden genomen. Sinds 1932 bevindt het retabel zich in de collectie van het stedelijke museum. In de toenmalige reconstructie waren de zes behouden panelen samengevoegd in een nieuwe lijst, met uitsluiting van een fragmentarisch bewaard deel dat tot vensterluik was gedegradeerd en in 1860 op een veiling kon worden aangekocht.

Diverse malen werden er restauraties uitgevoerd: de eerste gedocumenteerde herstelwerkzaamheden vonden in 1857 plaats; tussen 1992 en 1996 geschiedde de laatste restauratie, die onder leiding stond van Menno Dooijes. De huidige reconstructie is van 1998 en toont het Sacramentsretabel in zijn oorspronkelijke omvang; een houten lijst van 159 bij 315 cm die zeven op populierenhout geschilderde voorstellingen bevat (waarvan één onvolledig) met hierop de geschiedenis van de wonderhostie van Niervaert. Op de plaatsen van de verloren gegane fragmenten zijn zwarte panelen geplaatst.

## Voorstellingen
De geschiedenis van de wonderhostie was door de 16e-eeuwse gelovigen als een beeldverhaal van linksboven naar rechtsonder te lezen. De huidige reconstructie uit 1998 is gebaseerd op de verklarende teksten die onder iedere voorstelling voorkomen. Deze teksten zijn (bijna) integraal bewaard gebleven in het Stadsarchief. Onder de titel Den boeck vanden heilighen sacramente vander nyeuwervaert is in schoonschrift ook de toelichting bij de drie verloren gegane panelen vastgelegd, bestaande uit telkens drie verzen van vijf regels. Auteur van de tekst is de Brugse rederijker Anthonis de Roovere, die overleed in 1482. 

1. De eerste voorstelling ging na de Beeldenstorm verloren en moet het vinden van de hostie rond 1300 door Jan Bautoen hebben laten zien.
2. Op het tweede paneel is een geknielde priester afgebeeld, die onder het toeziend oog van twee misdienaars met vaandels de bloedende hostie opneemt en hem in een ciborie plaatst. Waarschijnlijk is de knielende man linksvoor Jan Bautoen.
3. Het derde paneel raakte eveneens in het ongerede en liet ooit de zogenoemde steekproef door Macharius zien, die resulteerde in het op vijf plaatsen bloeden van de hostie.
4. De Sint Elisabethvloed van 1421 is het onderwerp van de vierde voorstelling. Op een perspectivisch weinig gelukkige wijze is op de voorgrond Dordrecht afgebeeld met Dubbeldam en Hoek. Rechtsboven is de dijkdoorbraak bij Wieldrecht te zien. Voor de toeschouwers die het schrift machtig zijn, heeft de schilder de namen van de verschillende steden en dorpen vermeld.
5. Ook het vijfde paneel ging verloren; hierop was de scène afgebeeld waarin graaf Jan IV van Nassau toestemming vroeg aan de bisschop van Luik de wonderhostie over te mogen brengen naar Breda.
6. Het zesde tafereel laat zien hoe een processie van geestelijken en edelen op 13 maart 1449 naar de haven van Breda trekt in afwachting van het schip uit Niervaert met zijn bijzondere lading.
7. Op het zevende -onvolledige- paneel (dat lang tot vensterluik diende en in 1860 op een veiling kon worden aangekocht) laat de schilder vanaf het water de aankomst van de wonderhostie zien. De toren van de Onze-Lieve-Vrouwekerk domineert het beeld.
8. De achtste voorstelling geeft een indruk van de jaarlijkse processie, wellicht die van 1537. Een geestelijke, mogelijk kapitteldeken Willem van Galen, verlaat de hoofdingang van de Onze-Lieve-Vrouwekerk, geflankeerd door misdienaars en burgers met flambouwen. Onderzoekers hebben in de figuren op de voorgrond leden van het geslacht Nassau herkend, waaronder René van Chalon, de eerste Prins van Oranje, diens vader Hendrik III van Nassau en Barbara van Nassau, natuurlijke dochter van Engelbrecht II en priorin van het augustinessenklooster Vredenberg bij Boeimeer.
9. Het centrale paneel stelt qua afmetingen en kleurgebruik alle andere voorstellingen in de schaduw en toont ons de hostie in een kunstig bewerkte monstrans, die wordt opgehouden door twee engelen.
10. Onder de tekst Ecce panis angelorum zijn de leden van het Gilde van het heilig Sacrament van Niervaert (waaronder Barbara van Nassau) afgebeeld. Kennelijk bewust van hun waardigheid vertonen zij zich aan ons met een ernstige gelaatsuitdrukking.

## Kunsthistorische waarde
Het Sacramentsretabel van Niervaert is -ondanks de ten dele wat onbeholpen manier van schilderen-  van grote kunsthistorische en geschiedkundige waarde voor de stad Breda. Het rond 1535 te dateren werk is samen met het zich in de Grote-of-Onze-Lieve-Vrouwekerk bevindende drieluik met de vinding van het Ware Kruis het enige altaarstuk uit deze kerk dat bewaard bleef.

Stijl-kritisch onderzoek maakt duidelijk dat twee kunstenaars aan het werk zijn geweest; hun namen zijn niet bekend. 

Ten behoeve van tentoonstellingen is het retabel tot driemaal toe buiten de stad Breda geweest: in 1913 werd het tijdelijk naar ’s-Hertogenbosch overgebracht; in 1975/1976 was het nogmaals in de Brabantse hoofdstad en in 1984 kon het altaarstuk voor korte tijd in Brussel bezichtigd worden. In 1998 werd het retabel opgenomen in de vaste expositie van Breda’s Museum en in de periode 2006-2016 was het te zien op de oorspronkelijke plaats in de Sacramentskapel van de Grote-of-Onze-Lieve-Vrouwekerk. Het werk is thans weer opgenomen in de collectie van het Stedelijk Museum.